# Shay Kreuger
Shay Kreuger (Rotterdam, 19 september 1981) is een Nederlandse presentatrice. Ze is te horen op NPO Radio 2 en te zien in RTL Boulevard.

## Radio
Tussen 2009 en 2018 presenteerde Kreuger samen met Morad El Ouakili de middagshow Morad & Shay op NPO FunX. Daarna begon ze bij BNNVARA waar ze iedere zaterdagavond het programma Shay! presenteerde. Later ging ze Soul Night presenteren op diezelfde radiozender. Dit deed ze een tijdje samen met El Ouakili, later weer solo. Ook valt ze geregeld in voor andere radio-dj's die afwezig zijn. 

## Televisie en evenementen
In 2013 was ze in het programma Zo Raymann van Jörgen Raymann te zien als verslaggever. Bij RTL Boulevard schuift ze geregeld aan, meestal op het te hebben over muzikale onderwerpen. Ze presenteert ook evenementen zoals het North Sea Jazz Festival.

### De Verraders
In 2025 deed Kreuger mee aan het vijfde seizoen van het televisieprogramma De Verraders bij RTL 4 als getrouwe.

### Privé
Kreuger is openlijk een queer vrouw.
Huidige: · Annemieke Schollaardt · Bart Arens · Carolien Borgers · Evelien de Bruijn · Corné Klijn · Daniël Lippens · Desiree van der Heiden · Dolf Jansen · Eddy Keur · Emmely de Wilt · Evert Duipmans · Jan-Willem Roodbeen · Jeroen Kijk in de Vegte · Jeroen van Inkel · Leo Blokhuis · Martine ten Klooster · Morad El Ouakili · Paul Rabbering · Ruud de Wild · Shay Kreuger ·Tannaz Hajeby · Thomas Hekker · Willemijn Veenhoven
Voormalige: Alfred van de Wege · Andrew Makkinga · Bert Haandrikman · Bert Kranenbarg · Cees van Zijtveld · Cielke Sijben · Daniël Dekker · Edwin Diergaarde · Felix Meurders · Ferry Maat · Frank du Mosch · Frits Sissing · Frits Spits · Gerard Ekdom · Giel Beelen · Gijs Staverman · Hans Schiffers · Henk van Steeg · Jan Paul Grootentraast · Jasper de Vries · Jeanne Kooijmans · Jeroen Mulder · Jetske van Staa · Jurgen van den Berg · Karel van Cooten · Kasper Kooij · Kimberley Dekker · Malou Holshuijsen · Marc Adriani · Marisa Heutink · Mart Smeets · Miranda van Holland · One'sy Muller · Peter Schuiten · Peter van Bruggen · Rick van Velthuysen · Rob Stenders · Roeland van Zeijst · Ron Stoeltie · Rutger Radstaake · Ruud Hermans · Sander de Heer · Sander Guis · Sara Kroos · Simone Walraven · Ted de Braak · Thijs Maalderink · Thomas van Vliet · Timur Perlin · Toine van Peperstraten · Tom Mulder · Will Luikinga · Yora Rienstra· Wouter van der Goes· Frank van 't Hof · Stefan Stasse  ·